# 강감찬 설화
강감찬 설화(姜邯贊說話)는 고려의 문신이자, 장군으로 불리는 강감찬에 관한 설화이다.

## 개요
강감찬의 아버지가 좋은 태몽을 꾸자 아들을 낳기 위해 노력하다 여우 여인과 만나서 관계를 맺었다. 어느날 밤에 한 사신이 길을 걷다가 하늘에서 큰 별이 어느 집에 떨어지는 것을 보고 그 집을 찾아가니 그 집의 부인이 강감찬을 낳았다. 후에 송나라 사신이 그를 보고는 문곡성(文曲星)의 화신임을 확인했다.
강감찬은 얼굴이 너무 잘생겼기에 장차 큰일을 해낼 수 없다며, 마마신을 불러 얼굴을 얽게해 추남이 되었다.

## 같이 보기
- 《강시쥬ᇰ젼》